# Phineas e Ferb: Missão Marvel
"Phineas e Ferb: Missão Marvel" é um episódio de crossover da série animada Phineas e Ferb, que contou com personagens da Marvel Entertainment (uma subsidiária da Walt Disney Company), especificamente em suas encarnações do Universo Marvel mostra no Disney XD.

## Resumo
Homem-Aranha, Homem de Ferro, Thor e Hulk vão para Danville após o último "inator" do Dr. Doofenshmirtz remover acidentalmente seus poderes e imobilizá-los. Agora cabe a Phineas e Ferb se unirem aos Super-Heróis da Marvel para ajudá-los a recuperar seus poderes e derrotar os vilões Marvel - Caveira Vermelha, Chicote Negro, Venom, e MODOK - que estão trabalhando em conjunto com o Dr. Doofenshmirtz para usar sua tecnologia de drenagem para estabelecer o caos.

## Produção
A Disney confirmou que este será um crossover com a Marvel, como outrora aconteceu com o jogo online "Club Penguin". O storyboard da última parte do episódio tem 1801 páginas. A fim de torná-los compatíveis com o estilo de animação de "Phineas e Ferb", as cabeças dos personagens da Marvel foram ligeiramente alargadas. Dan Povenmire afirmou que demorou cerca de uma semana para receber permissão para colocar no episódio uma piada envolvendo Howard, o Pato. Enquanto nos Estados Unidos os personagens da Marvel mantiveram as vozes dos desenhos animados "Avengers Assemble" e "Ultimate Homem-Aranha", no Brasil o elenco de dublagem dos personagens se manteve o mesmo dos filmes que compõem o "Universo Marvel Cinematográfico", e a trilogia "Homem-Aranha" de 2002.

## Recepção
Este episódio foi assistido por 3.8 milhões de telespectadores.